# Джурасик свят
„Джурасик свят“ (на английски: Jurassic World) е американски научнофантастичен приключенски филм, режисиран от Колин Тревъроу с изпълнителен продуцент Стивън Спилбърг от 2015 г. Това е четвъртият филм от поредицата, като действието се развива 22 години след това в първия. Сценарият е написан от Рик Джафа, Аманда Силвър, Дерек Конъли и Колин Тревъроу. Във филма участват Крис Прат, Брайс Далас Хауърд, Винсънт Д'Онофрио, Тай Симпкинс, Ник Робинсън, Омар Си, Би Ди Уонг и Ирфан Хан. Уонг е единственият актьор участвал в някой от предходните филми.

## Сюжет
Двадесет и две години след инцидента в Джурасик парк, съществува нов тематичен парк, наименован Jurassic World, населен с клонирани динозаври, сега работещ в Исла Нублар (Isla Nublar).
Братята Зак и Грей Мичъл са изпратени там, за да посетят леля си, Клеър Диъринг, оперативният мениджър на парка. Асистентката на Клеър е на тяхно разположение като техен екскурзовод, докато Клеър е твърде заета с набиране на корпоративни спонсори с нова атракция, генетично модифициран динозавър, наречен Indominus rex. Динозавърът има в ДНК-то си ген на няколко хищни динозаври, както и на съвременно съществуващи животни; главен генетик д-р Хенри Ву запазва точния генетичен състав класифициран.
В затворен участък на парка Оуен Грейди (морски пехотинец) тренира група велоцираптори, които го считат за тяхната алфа. Вик Хоскинс, шеф на охраната в компанията InGen, вярва, че те могат да бъдат обучени за военни цели, но Оуен оспорва това.
Саймън Масрани (собственикът на проекта Jurassic World) препоръчва Оуен да оцени загражденията на Indominus, преди новата жива експозиция да отвори врати за посетителите на парка.
В присъствието на директора, главният персонаж Оуен лично пристига при загражденията на Идоминус рекс, за да инспектира и оцени безопасна ли е обстановката. Оуен предупреждава Клеър, че изкуствено създаденият динозавър е особено опасен, защото не е социализиран с другите животни. Но изненадващо той и Клеър откриват, че Indominus е навярно избягал. Оуен и двама служители влизат в корпуса, но Indominus внезапно изниква от самата клетка, след като е инсценирал своето бягство. Само Оуен оцелява, след като огромният хищник убива служителите. След това Indominus изчезва във вътрешността на острова. Оуен предлага да бъде убит, но Масрани изпраща военизиран екип Asset да улови динозавъра жив. Когато убива повечето от екипа, Клеър нарежда зоната на северната част на острова, да бъде незабавно евакуирана и затворена.
Междувременно, Зак и Грей, след като се промъкват извън безопасната за посетителите зона, в развлечението си, игнорират заповедта за евакуация и остават в зона с ограничен достъп в жиросферата. Докато те наблюдават група от анкилозаври в стъклената сфера в която се намират, са атакувани от Indominus, но се измъкват невредими. Натъквайки се на руините на предходния Jurassic Park посетителски център, те ремонтират стар джип, и се отправят обратно към курортната зона на парка. По това време Оуен и Клеър ги търсят като проследяват следите двете момчета, но същевременно и привлекли Indominus rex. Едва измъкнали се живи от нападението му разбират, че Масрани и още двама войници се отправят да отстрелят Indominus с хеликоптер. Динозавърът разбива птичата клетка и намиращити се в него летящи влечуги и те избягват. Пилотираният от Масрани хеликоптер се сблъсква с разбягалите се птерозаври и се разбива, убивайки всички на борда.
Грей и Зак пристигат в курорта като птерозаврите заварвайки атаката на гостите – птерозаври, изпуснати неволно и се събират с леля си. А Оуен и Клеър са тези, които се опитват да покорят птерозаврите.
Хоскинс поема командването и решава да използва велисирапторите за проследяване на Indominus; Оуен неохотно се съгласява с плана. Велосирапторите следват миризмата на Indominus в джунглата. Въпреки това, Indominus, имащ генетично сходство с тях, комуникира с велосирапторите и ги обръща срещу хората. Междувременно, д-р Ву излита с хеликоптер от острова с ембриони на динозаври, защитавайки своите изследвания. В опита си да се спасят Оуен, Клеър и момчетата заварват Хоскинс в лабораторията. Докато Хоскинс разкрива намерението си да създаде още генетично модифицирани динозаври като оръжие, един велосираптор внезапно нахлува в лабораторията и го убива.
Извън контролната зала Клеър и момчетата са обградени от велосираптори. Тогава Оуен възобновява своята алфа връзка с тях, преди да се появи Indominus. Рапторите атакуват Indominus, който убива два от тях. Осъзнавайки, че Идоминус рекс ги превъзхожда, Грей дава идеята, че „са нужни повече зъби“, тоест още хищни динозаври, които да се борят с главната заплаха. Клеър примамва ветерана на парка Тиранозавър Рекс в битка с Indominus. Но той бързо е повален. Останалите хищници изтласкват едрия Indominus към басейн лагуната, където е повлечен към водата от един от най-грамадните жители на парка, мозазавъра. Най-после, за щастие на всички в опасност Идоминус рекс е сразен.
Оцелелите са евакуирани далеч от строва на сушата, а всичко на него е изоставено на динозаврите. Зак и Грей благополучно се събират отново с родителите си, докато Оуен и Клеър решават да останат заедно „за оцеляване“.

## Актьорски състав
| Актьор             | Роля                          |
| ------------------ | ----------------------------- |
| Крис Прат          | Оуен Грейди                   |
| Брайс Далас Хауърд | Клеър Диъринг                 |
| Ник Робинсън       | Зак Мичъл                     |
| Тай Симпкинс       | Грей Мичъл                    |
| Винсънт Д'Онофрио  | Вик Хоскинс                   |
| Ирфан Хан          | Саймън Масрани                |
| Омар Си            | Бари                          |
| Би Ди Уонг         | Доктор Хенри Ву               |
| Джейк Джонсън      | Лоуъри Кръчърс                |
| Лорън Лапкус       | Вивиан                        |
| Брайън Ти          | Каташи Хамада                 |
| Кейти Макграт      | Зара Йънг, асистенка на Клеър |
| Джуди Гриър        | Карън Мичъл                   |
| Анди Бъкли         | Скот Мичъл                    |

## Награди и номинации
| Категория                                    | Номиниран(и)                                 | Резултат                      |
| Сателит (21 февруари 2016 г.)                | Сателит (21 февруари 2016 г.)                | Сателит (21 февруари 2016 г.) |
| -------------------------------------------- | -------------------------------------------- | ----------------------------- |
| Най-добър звук                               | Най-добър звук                               | номинация                     |
| Най-добри визуални ефекти                    | Най-добри визуални ефекти                    | номинация                     |
| Емпайър (20 март 2016 г.)                    |                                              |                               |
| Най-добър научнофантастичен или фентъзи филм | Най-добър научнофантастичен или фентъзи филм | номинация                     |
| Най-добри визуални ефекти                    | Най-добри визуални ефекти                    | номинация                     |

## Филми от поредицата за „Джурасик парк“
Поредицата „Джурасик парк“ включва 7 филма:
- „Джурасик парк“ (1993)
- „Изгубеният свят: Джурасик парк“ (1997)
- „Джурасик парк III“ (2001)
- „Джурасик свят“ (2015)
- „Джурасик свят: Рухналото кралство“ (2018)
- „Джурасик свят: Господство“ (2022)
- „Джурасик свят: Прераждане“ (2025)